# 圣安东尼奥马刺
聖安東尼奧馬刺（英語：San Antonio Spurs，簡稱：SAS），是一支位於美國德克薩斯州聖安東尼奧國家籃球協會（NBA聯盟）旗下的職業球隊，分屬於西區西南賽區，球隊的主場為AT&T中心。目前球隊之所有人為Peter John Holt，總教練則是格雷格·波波维奇。
球隊最初是美國籃球協會（ABA）達拉斯叢林隊，也是ABA与NBA合并后，获得过NBA总冠军前ABA球队。馬刺一共先後於1998–99賽季、2002–03賽季、2004–05賽季、2006–07賽季、2013–14賽季获得过5次总冠军，而且馬刺奪下5次總冠軍中，“石佛”提姆·鄧肯就拿下了3次FMVP。
奪冠數在全聯盟排名第5，次於波士頓塞爾提克（18次）洛杉磯湖人（17次）、金州勇士（7次）、芝加哥公牛（6次）。另外馬刺自從在1997年與提姆·鄧肯簽約之後，每年都打進季後賽（直到2020年結束平聯盟紀錄）。聖安東尼奧市每年2月有權使用AT&T中心進行一次近兩週的「牛仔圈地大賽」活動，因此每年二月馬刺都有一次客場長征。

## 歷史

### 美国篮球协会（ABA）時代：達拉斯 / 德克薩斯矮樹叢（1967−1973）
1967年，在身兼教练和队员的克里夫·哈根的带领下，创建達拉斯矮树叢（Dallas Chaparrals），為圣安东尼奥马刺的前身，並开始参加美国篮球协会（ABA）的联赛。球隊在ABA的第二个赛季令人有点失望，球队以41胜27负的平庸战绩，在季后赛中很快就输给了紐奧良海盜。受糟糕的戰绩影响，球队甚至希望离开达拉斯。
籃球運動在達拉斯當地並不普及，甚少有人感興趣，球迷進場率一直呈低迷狀態。事實上在1970–71賽季开始前，球队就已經想把隊名改成“德克薩斯”，同時也想讓球隊遷至德克萨斯州拉伯克的塔蘭特郡體育館，以便在德克薩斯州全境推廣籃球運動。然而事後證明这項举动是失敗的，球队在1971–72賽季再度遷回达拉斯，并分别在穆迪體育館和達拉斯會議中心球馆完成整個球季。

### 来到圣安东尼奥（1973−1976）
在美國籃球協會的達拉斯矮樹叢隊在球場上的表現非常出色，但他們同時也在為球隊的第三個賽季尋求資助。當1972-1973 賽季球隊首次錯過季後賽時，幾乎所有的球隊投資方都想要放棄，後來只好先行租借兩年給聖安東尼奧的36 名投資者，以 Angelo Drossos、B.J. “Red”McCombs、John Schaefer、Art Burdick 居首，成立了「職業運動公司（Professional Sports, Inc.）」，總共募集了 78 萬美金，在 1973 年 4 月 9 日， 正式的以租借方式擁有了這支瀕臨財務危機的球隊，並把它搬到聖安東尼奧。後來公開投票結果確定新隊名為極具德州特色的“馬刺”（Spurs）。馬靴上的馬刺是每位牛仔的必備品。

### 加入NBA：喬治·葛文時代（1976-1985）
1976年，ABA被NBA兼併，馬刺隊也加入了NBA聯盟。在ABA紳士隊又因財務困難把當時僅22歲的「冰人」乔治·格温，交易到馬刺隊以換取22.5萬美金。
乔治·格温替馬刺共十一個賽季，也成為隊史的第一個超級巨星。球隊進攻主力的冰人，分配球權得宜的詹姆斯·希拉斯，還有禁區好手S. Nater。這三位組成的三劍客在當時可說是打遍天下，不過仍無法得到總冠軍。
ABA合併NBA後冰人一直為馬刺效力，直到1985年生涯最後一年才被交易到芝加哥公牛隊。

### 低潮（1985-1989）
1985年 乔治·格温宣布加盟芝加哥公牛隊，馬刺隊失去主力，當年只打出28勝54負的戰績。

### 海軍上將歸來（1989-1997）
1989年，大衛·羅賓森結束服役兩年的軍旅生涯，並回歸馬刺隊，在生涯第一季24.4分、12籃板和3.9火鍋的絕佳表現，並幫助進步至35勝，之後至1996年帶隊連續六年的季後賽。

### 海軍上將受傷，因禍得福（1996-1998）
1996－97賽季，大衛·羅賓森因傷只出賽六場，讓馬刺隊的戰績一落千丈，只有20勝62敗，卻因禍得福，得到狀元籤，迎來提姆·鄧肯。因兩人的年齡差距，還有海軍上將溫和的個性，二人的雙塔更為有威脅性。
1997－98賽季，因新秀提姆·鄧肯的好表現，使馬刺隊突飛猛進，大幅成長了36勝，並得到最佳新秀獎。

### 提姆·鄧肯與大衛·羅賓遜時期（1997-2003）
1999年，NBA聯盟因为劳资纠纷，首次停摆封館，馬刺隊進行整頓和陣容改變。並在例行賽開打後，戰績領先群雄，最後奪下NBA總冠軍，為隊史第一座總冠軍獎杯，邓肯和罗宾逊称为夺冠功臣。

### GDP組合（2003—2014）
2003年，大衛·羅賓遜退役。很多人擔心馬刺皇朝就此結束。但是，在提姆·鄧肯坐鎮禁區，加上馬紐·吉諾比利帶領的後備群，及托尼·帕克日漸成熟。由他們所組成的“GDP”（G：馬紐·吉諾比利，D：提姆·鄧肯，P：托尼·帕克），于2003、2005、2007年三奪NBA總冠軍，被稱為奇數年奪冠定律。

#### 2010-2011賽季：黑八之痛
2010-2011赛季，马刺在赛季一开始的时候丰富了自己的打法，改变了以往的慢节奏，而高举进攻大旗，这也使得马刺一路高歌猛进，在整个赛季的大部分时间里都稳居全联盟第一的宝座，直到最后几场常规赛才被风城玫瑰德里克罗斯领衔的芝加哥公牛队超越。在季后赛首轮中，马刺遭遇了以扎克兰多夫为首的孟菲斯灰熊，灰熊队除了拥有超强的内线组合：扎克·兰多夫和马克·加索尔之外，还有为梦九队在2010年土耳其篮球世锦赛上拿到金牌的前锋-鲁迪·盖伊和曾在掘金队比赛砍下40分的后卫-O.J.梅奥。以及来自伊朗的外援-哈马德·哈达迪和来自委内瑞拉的外援-格雷维斯·瓦斯奎兹，再加上从火箭队回归的防守尖兵-肖恩·巴蒂尔，让老球队几乎不可阻挡。而马刺队的蒂姆·邓肯和安东尼奥·麦克戴斯已经是征战联盟多年的老将了。
在整个系列赛中，灰熊在内线一直占有优势。马刺对着灰熊完全没有办法，马刺队在季后赛三分投篮率、罚球命中率都失准，灰熊队则掌握全场速度、球员年轻化、年轻球员体力佳的新奇战术，在不被所有美国职篮专家看好的情况下，从而4-2战胜拥有GDP组合的西部第一马刺队。而扎克·兰多夫最后一节独取17分，最后时刻连续命中高难度进球，成为帮助灰熊完成黑八奇迹的最大功臣。队中的安东尼奥·麦克戴斯也因为伤病过多，没有拿到总冠军戒指就宣布退役。

#### 2011-2012賽季
2012年，由於賽季前的勞資談判未能達成一致，比賽縮水成66場，馬刺以50勝16敗的西區第一進入季後賽，一開始火力全開，橫掃爵士和快艇殺進西區決賽，遇上年輕的雷霆隊，以2比4落敗無法闖進總冠軍賽。

#### 2012-2013賽季：總決賽首度在奇數年失利
2013年，在季後賽中，分別以4-0、4-2、4-0戰績，淘汰洛杉磯湖人、金州勇士和曼斐斯灰熊，取得西區冠軍，進軍總決賽。於戰績不及邁阿密熱火下在總決賽最後一年實行2-3-2賽制下首度獲得連續三個主場作賽的優勢。
6月12日，總決賽第三場，以113：77擊敗熱火，馬刺隊在本場全隊投進16個三分球，創總決賽記錄。
6月19日，總決賽第六場，加時以100：103敗給熱火，馬刺隊在本場第4節最後半分鐘被公認為是波波维奇犯下重大致命失誤，在鄧肯不在場的情況下被熱火投進兩顆續命三分球，使馬刺隊錯失近在手裏的總冠軍獎盃；兩天後第七場又因鄧肯在最後時刻連續錯失兩次近距離出手，最終以88：95敗給熱火，以場數3比4無緣總冠軍，這也是馬刺隊史首度在總決賽落敗。

### 坦克球隊（2014−2016）

#### 第五次總冠軍和鄧肯退役
2013–14賽季，馬刺除了將蓋瑞·尼爾送往密爾瓦基公鹿，以及新加入了自由球員馬可·貝里納利和傑夫·艾爾斯（原名為傑夫·潘德格拉夫）之外，核心名單基本上並沒有太大異動。本季馬刺隊以62勝的戰績奪得全聯盟最佳戰績，展開「救贖之旅」。其中2月和3月馬刺連續取得十九連勝。在季后賽的第一輪比賽中，雖然八號種子達拉斯獨行俠一度嚴重威脅到馬刺隊的晉級，馬刺仍在決定性的第七戰取得最終勝利。第二輪馬刺對上波特蘭拓荒者的系列賽中，提姆·鄧肯正式超越猶他爵士名宿卡爾·馬龍，成為季後賽歷史總得分榜第五名。晉級西區決賽後，馬刺成功一雪前恥，順利淘汰奧克拉荷馬雷霆，連續第二年晉級總決賽，與衛冕冠軍邁阿密熱火再次碰頭。這也是自1997至1998年芝加哥公牛與猶他爵士之後，聯盟再次出現連續二年同一組合對決的情況。最終馬刺以4−1徹底粉碎熱火尋求三連霸的野心，奪得隊史第五座總冠軍，這也是馬刺首度在偶數年奪冠。科懷·雷納德因其出色的比賽表現而以22歲之姿拿下總決賽最有價值球員此殊榮，是繼魔術強森和隊友鄧肯之後最年輕的紀錄。在2014年NBA選秀大會中，馬刺選擇了來自加州大學洛杉磯分校的前鋒凱爾·安德森。
在休賽期間，馬刺隊宣布聘請前國家女子籃球協會（WNBA聯盟）球員貝姬·哈蒙作為球隊的助理教練，成為美國四大職業體育聯盟第一位女性全職助理教練。
2014–15賽季是一個起伏不定的賽季，但是馬刺依然在例行賽中取得了55勝27敗的戰績，排名西區第六名，再次取得季後賽資格。馬刺於季后賽第一輪面對洛杉磯快艇，率先以3−2領先進入第六場比賽。然而快艇卻將戰事推到第七戰，並出乎預料以4−3淘汰馬刺。使得馬刺成為自2011–12賽季的達拉斯獨行俠以來，第二支在季後賽首輪被淘汰出局的衛冕冠軍。
馬刺在休賽期收購了成為自由球員的四屆全明星大前鋒拉馬庫斯·艾德里奇和老將大衛·衛斯特，並提供成為受限制自由球員的科怀·雷纳德一份頂薪合約，同時也續約了丹尼·格林。雖然失去了狄亞戈·史普利特、馬可·貝里納利，阿隆·贝恩斯和科里·约瑟夫。但制服組馬上向沙加緬度國王交易來替補控衛雷·麦卡勒姆、塞爾維亞中鋒博班·馬揚诺维奇、麥特·邦纳以及簽下奧斯汀馬刺的乔纳森·西蒙斯。最終馬刺以67勝15敗的戰績完成了2015–16賽季例行賽，同時也取得西南組冠軍。當眾人都將目光放在衛冕軍勇士身上，馬刺維持一貫的低調作風，寫下不少紀錄。2015年11月2日，馬刺客場95−87戰勝波士頓塞爾提克，馬刺三巨頭在例行賽的勝場數達到541場，正式超越前塞爾提克三人組（拉里·伯德、凯文·麦克海尔以及羅伯特·派瑞許）所保持的540場。在季后賽期間，馬刺於第一輪橫掃了曼菲斯灰熊，但卻在第二輪不幸敗給了奧克拉荷馬雷霆。尷尬地成為自2006–07賽季的達拉斯獨行俠以來，第二支以67勝結束例行賽卻在決賽前被淘汰出局的球隊。
2016年7月11日，鄧肯宣佈退役，結束其在馬刺的十九年職業生涯。

### 科懷·雷納德的領袖挑戰（2016−2018）
在2016–17賽季，儘管核心球員鄧肯退役，但由逐漸成長的主將雷納德領銜的馬刺依然是爭奪總冠軍的勁旅，馬刺在季后賽的前兩輪依序淘汰曼菲斯灰熊和休士頓火箭。然而在西區決賽第一場比賽的第三節，雷納德在一次投籃後遭到金州勇士中鋒扎扎·帕楚利亞疑似惡意的墊腳，導致其腳踝不慎扭傷，傷勢嚴重到必須缺席剩餘的比賽，賽季無可避免地要提前完結。失去了雷納德、東尼·帕克和大衛·李等主力球員的馬刺在西區決賽中被金州勇士4−0橫掃。休賽期間，馬刺續約了多位主力球員拉馬庫斯·艾德里奇、保羅·蓋索以及帕特里克·米爾斯，並簽下了傷癒復出，亟欲找回身手的自由球員魯迪·蓋伊，但馬刺也因此失去了大衛·李、德韋恩·戴德蒙和喬納森·西蒙斯，造成馬刺在2017–18賽季產生鋒線球員不足的問題。

#### 馬刺的危機
馬刺的新核心雷納德在上一季已經充分證明自己的實力與身價，不料在2017–18賽季卻傳出雷納德右股四頭肌受傷，將無限期休戰的消息。部分球迷對於馬刺的未來感到憂心，擔憂馬刺的季後賽紀錄可能因此中斷。於是總教練格雷格·波波維奇轉而以上一季因季後賽表現不佳而飽受批評的拉馬庫斯·艾德里奇為雷納德歸隊前的建隊核心，卻意外讓他重拾昔日身手與自信，加上由第六人魯迪·蓋伊帶領的替補群，以及主力控衛德瓊泰·莫瑞日漸成熟。在雷納德缺席的十幾場比賽中由艾德里奇帶著一批老將、年輕球員組成的陣容出賽，取得了大約六成的勝率。
2017年10月19日，馬刺於開幕戰中對上夏天因獲得吉米·巴特勒和傑夫·蒂格而大幅升級陣容的西區新興勁旅明尼蘇達灰狼，儘管陣中少了科懷·雷納德和東尼·帕克兩位大將，但是此戰中，艾德里奇21投9中，攻下25分、10籃板、4助攻以及2阻攻，幫助馬刺以107−99拿下勝利，取得賽季的第一勝。2017年11月8日，馬刺擊敗踢館的洛杉磯快艇取得三連勝；此次勝利也讓AT&T中心成為自2002–03賽季正式啟用以來聯盟第一座取得500勝的球館。
在一月初，雷納德經過復健後曾短暫復出，但僅出賽九場便再度無限期進入傷兵名單。當ESPN記者詢問他傷勢是否還未完全復原時，雷納德明確回答說：「是的！不然我怎麼會沒有上場？人們都期待長期關係，而我待在這裡時間並不長。我在這裡六年，馬刺存在的時間比這個長多了，大家必須先理解這一點。」此後，雷納德不再接受採訪，也不回覆電子郵件，甚至在馬刺的比賽中也不曾現身。儘管雷納德復出無望，但在艾德里奇的帶領下，馬刺頑強的取得了42勝30敗的戰績，與紐奧良鵜鶘並列西區第五名的馬刺也成為全美四大職業運動當中，第五支能夠創下連續二十一個賽季勝率過半的球隊，（前四隊分別是美國職業棒球大聯盟的紐約洋基，以及國家冰球聯盟的蒙特利爾加拿大人、波士頓棕熊與底特律紅翼）。
2018年4月3日，快艇在客場以113−110擊敗了馬刺，使球隊吞敗後戰績來到45勝33敗，西區排名下降至第五名，且由於賽季僅餘四場比賽，也就此確定無緣延續單季50勝的紀錄。馬刺過去隊史連續十八個賽季皆繳出至少50勝成績，更難能可貴的是，其中2011–12賽季儘管因封館因素而縮水為66場，球隊照樣達到50勝門檻（該季馬刺取得50勝16敗的戰績）。最終馬刺以47勝35敗的戰績結束了例行賽，雖然於季後賽首輪被衛冕冠軍金州勇士淘汰，但拉馬庫斯·艾德里奇、東尼·帕克和馬努·吉諾比利作為球隊領袖的拚戰精神令人動容。賽季結束後，艾德里奇入選了年度第二隊，而控球後衛德瓊泰·莫瑞也被提名入選年度最佳防守陣容第二隊。

### 重新換血的馬刺（2018−至今）
2018年6月，在雷納德團隊與馬刺之間因為傷病康復過程存在分歧而引發的緊張局勢持續了數個月後，雷納德鐵了心要求交易自己，並表達了希望加盟洛杉磯球隊的意願。
2018年7月6日，東尼·帕克離開效力了十七年的馬刺，為尋求更多表現機會而轉與夏洛特黃蜂簽約。
2018年7月18日，雷納德和隊友丹尼·格林被交易至多倫多暴龍，以換取德瑪爾·德羅展、雅各·伯爾特和一個受保護的2019年首輪選秀權（前二十順位保護）。倘若對比整年雷納德不願替球隊出賽，馬刺幾乎可說是憑空多了一位全明星後衛與堪用的替補中鋒，不僅讓馬刺重新回到正軌，也讓球隊再次成為西區強權之一。
2018年8月27日，馬努·吉諾比利對外宣佈退休，結束其十六年的職業生涯，馬刺「三巨頭」時代亦正式結束。馬刺在一個夏天內同時失去兩名總冠軍賽最有價值球員，且丹尼·格林和凱爾·安德森的轉隊亦讓馬刺的防守質量降低。雖然失去多名重要球員，但交易雷納德所換來的德羅展具有獨力進攻的能力，讓新賽季的馬刺不用再只靠艾德里奇一人撐起進攻重擔。在上季聯盟出手超過1,300次的球員中，只有七名球員的投籃命中率達45%，而德羅展與艾德里奇正是其中兩位，兩人的合作有望為上季進攻效率值僅排名聯盟第十七名的馬刺帶來改變。
2019年3月29日，馬刺娛樂與運動公司宣布Peter John Holt和Corinna Holt Richter將正式接任Julianna Hawn Holt和Peter M. Holt在董事會中的角色。新上任的Peter J. Holt除了是集團總裁，也將兼任執行長角色。
在2019年3月31日火箭在主場119-108戰勝國王的比賽後，馬刺鎖定了2018-2019賽季的季後賽資格。加上本賽季，馬刺已經連續22年進入季後賽，追平了NBA歷史第一長的連續季後賽紀錄（費城76人的前身雪城國民隊曾在1950年-1971年間連續22年進入季後賽）。
2019年4月1日，国王在客场以113-106战胜马刺。在拿下本场比赛的胜利之后，馬刺也终结了自2013年3月1日主场戰勝國王起的客场对阵國王的11连勝．也是第一次被國王隊橫掃。
2018-19球季，馬刺以48勝34敗的成績，西區第7種子的身分前進季後賽，對上第2種子的丹佛金塊。雙方需進行系列賽第七戰才分出勝負，結果馬刺以86：90惜敗，球季宣告結束。
馬刺助教Messina將成為歐洲球隊米兰奥林匹亚的總教練。
2019年7月22日，鄧肯被宣佈為馬刺的助理教練。
2020年8月13日，鳳凰城太陽128：102大勝達拉斯獨行俠，曼斐斯灰熊119：106大勝密爾瓦基公鹿，馬刺確定終結平聯盟聯盟22年季後賽紀錄（與費城76人並列）。
2019-20球季，馬刺以32勝39敗的成績，無緣季後賽。
2020-21球季NBA附加賽，馬刺的對手為曼菲斯灰熊，一開賽馬刺以抄截、火鍋連番伺候灰熊，但命中率卻拉不上來，最終馬刺以96比100結束賽季連續兩年無緣季後賽。
馬刺在完成兩筆交易案後，持續針對陣容進行調整。根據《The Athletic》記者查拉尼亞的消息，馬刺和塞爾蒂克在交易截止日前傳出達成交易。具體交易內容如下：塞爾蒂克送出理查森、蘭佛德、一個2022年受保護首輪選秀權和2028年首輪選秀權互換權利，從而得到德瑞克·懷特。
2022年4月9日，馬刺沒利用鵜鶘慘敗給灰熊的機會，確定附加賽打鵜鶘。第四節初落後17分的馬刺展開反擊，在前7分鐘打出16比5的攻勢，一度將比分縮小到7分差；然而英格倫和瓦藍邱納斯及時拿下6分，雖然馬刺試圖追趕，最後仍是功虧一簣，最終以103比113敗給鵜鶘，賽季正式宣告結束。
2022年7月22日，馬刺完成了一筆重大的交易案，將本季才入選NBA全明星賽的德瓊泰·莫瑞還有喬克·蘭德爾交易至亞特蘭大老鷹 並獲得夏洛特黃蜂的2023首輪簽(前16順位保護)，老鷹的2025非保護首輪簽，老鷹的2027非保護首輪簽，老鷹2026首輪簽互換權，以及達尼洛·蓋里納利(隨後被馬刺買斷)。此交易大致宣告了球隊的重建。
2022–23賽季，馬刺以22勝60敗的戰績無緣季後賽，但在2023年NBA選秀的選秀簽抽中狀元簽，並選中來自法國的未來新星维克托·文班亞馬。
2023–24賽季，馬刺以22勝60敗的戰績，再次無緣季後賽。
2024–25賽季，馬刺以34勝48敗的戰績，再次無緣季後賽。

## 風格
馬刺早年球風以內線著稱，其中1998–99賽季馬刺禁區雙塔中的大前鋒提姆·鄧肯和中鋒大衛·羅賓森更爲馬刺帶來「雙塔球隊」的外號，兩人皆以防守強悍、技巧成熟的打球風格而聞名。這支球隊雖然在雙塔的搭配下於1998–99賽季贏得了隊史第一座總冠軍，但卻也嚴重暴露出外線和中距離方面的問題。以2002–03賽季為例，雖然馬刺依靠禁區優勢奪得隊史第二座總冠軍，但在例行賽三分球命中率卻位居全聯盟墊底。其後陸續引入馬努·吉諾比利、東尼·帕克以及麥特·邦納等外線射手才稍微舒緩球隊外線不足的問題。大衛·羅賓森退休後，馬刺著手以提姆·鄧肯、東尼·帕克以及馬努·吉諾比利為首組成「三巨頭」。
馬刺以東尼·帕克和提姆·鄧肯所組成的擋拆戰術聞名，以及丹尼·格林、馬可·貝里納利、 派屈克·米爾斯強勁的外線火力為其招牌。此後的2002–03賽季、 2004–05賽季、2006–07賽季以及2013–14賽季皆在波波維奇的執教下奪冠。
另外，馬刺的團隊籃球亦是全聯盟最好的，起源於總教練格雷格·波波維奇曾說過：「為什麼要得30分？那是自私的行為！」因此除非馬刺在比賽中出現大幅落後的狀況，否則常態是每位球員均分球權，任何人都有表現機會。亦是他們近年來贏得總冠軍的重要因素。
由於三巨頭年紀漸長，體能已經不及往昔，因此波波維奇開始會採用「輪休戰術」讓主力球員輪流進行休養，同時也給予替補球員表現的機會，以此期望在主力球員輪休的情況下，其餘場上球員能夠嘗試找出贏下比賽的方法。戴維斯·貝坦斯、凱爾·安德森、狄亞戈·史普利特、伯利斯·迪奥和派屈克·米爾斯等球員皆是馬刺的重要替補人物，所以馬刺為聯盟內最重用後備的隊伍。

## 球員

### 保留簽約權
馬刺擁有以下列表列出之球員的簽約權利。這些球員可能是在美國以外的其他國家之籃球聯賽中發展。他們可以自由地在其他聯賽中簽署合約，且沒有硬性強迫必須加盟馬刺隊。馬刺在過去的選秀中曾多次於後段順位中發掘出許多有潛力的外籍球員，這些成功的案例包括了1999年NBA選秀的馬努·吉諾比利（第二輪第五十七順位）和2001年NBA選秀的托尼·帕克（首輪第二十八順位），兩人在未來皆成為馬刺不可或缺的基石球員。
| 選秀 | 輪數 | 順位 | 球員                | 位置       | 國籍       | 目前所屬的球隊                 | 備註             | 參考   |
| ---- | ---- | ---- | ------------------- | ---------- | ---------- | ------------------------------ | ---------------- | ------ |
| 2017 | 2    | 59   | 杰倫·布洛森蓋姆     | 前鋒       | 美国       | 奧斯汀馬刺（發展聯盟）         |                  | [ 16 ] |
| 2015 | 1    | 26   | 尼古拉·米卢蒂诺夫   | 中鋒       | 塞爾維亞   | 奧林匹亞高斯（希臘）           |                  | [ 17 ] |
| 2015 | 2    | 42   | 奧利維爾·漢蘭       | 後衛       | 加拿大     | 奧斯汀馬刺（發展聯盟）         | 來自猶他爵士     | [ 18 ] |
| 2015 | 2    | 55   | 凱迪·拉蘭恩         | 中鋒       | 海地       | 貝西克塔斯（土耳其）           |                  | [ 17 ] |
| 2014 | 2    | 54   | 內馬尼亞·丹古畢奇   | 鋒衛搖擺人 | 塞爾維亞   | 貝爾格勒紅星（塞爾維亞）       | 來自費城七六人   | [ 19 ] |
| 2011 | 2    | 59   | 亞當·翰加           | 鋒衛搖擺人 | 匈牙利     | 巴塞隆納（西班牙）             |                  | [ 20 ] |
| 2007 | 2    | 58   | 吉奥哥斯·普林特齊斯 | 前鋒       | 希腊       | 奧林匹亞高斯（希臘）           | 來自亞特蘭大老鷹 | [ 21 ] |
| 2005 | 2    | 46   | 艾拉澤姆·洛貝克     | 二中鋒     | 斯洛維尼亞 | 奧林匹亞聯盟（斯洛維尼亞）     | 來自印第安那溜馬 | [ 22 ] |
| 2004 | 2    | 42   | 維克多·薩尼基蒂奇   | 前鋒       |            | 自由球員                       | 來自亞特蘭大老鷹 | [ 23 ] |
| 2004 | 2    | 58   | 謝爾蓋·卡勞洛夫     | 中鋒       |            | Temp-SUMZ-UGMK Revda（俄羅斯） |                  | [ 24 ] |

### FIBA名人堂
| FIBA名人堂     | FIBA名人堂     | FIBA名人堂     | FIBA名人堂     | FIBA名人堂     |
| 以球員身份入選 | 以球員身份入選 | 以球員身份入選 | 以球員身份入選 | 以球員身份入選 |
| 號碼           | 球員           | 位置           | 效力年份       | 入選時間       |
| -------------- | -------------- | -------------- | -------------- | -------------- |
| 50             | 大卫·罗宾森    | 中鋒           | 1989–2003      | 2013           |
| 10             | 安德魯·盖兹    | 得分後衛       | 1999           | 2013           |

### 得分數據統計
| - 1. 提姆·鄧肯（26,496） - 2. 喬治·葛文（23,602） - 3. 大衛·羅賓森（20,790） - 4. 東尼·帕克（18,943） - 5. 馬努·吉諾比利（14,043） - 6. 詹姆斯·西拉斯（10,290） | - 7. 麥克·米契爾（9,799） - 8. 尚恩·艾略利特（9,659） - 9. 賴瑞·卡農（8,428） - 10. 科懷·雷納德（6,654） - 11. 艾爾弗里·強森（6,486） - 12. 瑞奇·琼斯（6,466） | - 13. 艾爾文·罗伯森（6,285） - 14. 艾爾提斯·吉爾莫爾（6,127） - 15. 約翰·畢斯利（5,983） - 16. 威利·安德森（5,946） - 17. 馬克·奧爾貝丁（5,626） - 18. 比利·帕茲（5,297） | - 19. 特里·卡明斯（5,181） - 20. 強尼·摩尔（4,890） - 21. 維尼·德納格羅（4,844） - 22. 丹尼·格林（4,715） - 23. 辛西·鮑威爾（4,392） - 24 拉馬庫斯·艾德里奇（4,309） | - 25. 布魯斯·包溫（4,061） - 26. 唐尼·費里曼（3,920） - 27. 派屈克·米爾斯（3,904） - 28. 考比·迪特里克（3,857） - 29. 格倫·庫姆斯（3,839） - 30. 馬利克·羅斯（3,815） |

### 其它數據統計
| 總上場時間    | 總上場時間 |
| 球員          | 分鐘       |
| ------------- | ---------- |
| 提姆·鄧肯     | 47,368     |
| 東尼·帕克     | 37,276     |
| 大衛·羅賓森   | 34,271     |
| 喬治·葛文     | 31,115     |
| 馬努·吉諾比利 | 26,859     |

| 總籃板        | 總籃板 |
| 球員          | 籃板   |
| ------------- | ------ |
| 提姆·鄧肯     | 15,091 |
| 大衛·羅賓森   | 10,497 |
| 喬治·葛文     | 4,841  |
| 賴瑞·卡農     | 4,114  |
| 馬努·吉諾比利 | 3,697  |

| 總助攻        | 總助攻 |
| 球員          | 助攻   |
| ------------- | ------ |
| 東尼·帕克     | 6,829  |
| 艾爾弗里·強森 | 4,474  |
| 提姆·鄧肯     | 4,225  |
| 馬努·吉諾比利 | 4,001  |
| 強尼·摩尔     | 3,865  |

| 總抄截        | 總抄截 |
| 球員          | 抄截   |
| ------------- | ------ |
| 馬努·吉諾比利 | 1,392  |
| 大衛·羅賓森   | 1,388  |
| 喬治·葛文     | 1,159  |
| 艾爾文·罗伯森 | 1,128  |
| 東尼·帕克     | 1,032  |

| 總阻攻            | 總阻攻 |
| 球員              | 阻攻   |
| ----------------- | ------ |
| 提姆·鄧肯         | 3,020  |
| 大衛·羅賓森       | 2,954  |
| 喬治·葛文         | 938    |
| 比利·帕茲         | 796    |
| 艾爾提斯·吉爾莫爾 | 700    |

## 籃球名人堂
| 奈史密斯籃球名人紀念堂 | 奈史密斯籃球名人紀念堂 | 奈史密斯籃球名人紀念堂 | 奈史密斯籃球名人紀念堂 | 奈史密斯籃球名人紀念堂 |
| 以球員身分入選         | 以球員身分入選         | 以球員身分入選         | 以球員身分入選         | 以球員身分入選         |
| 號碼                   | 球員                   | 位置                   | 效力年份               | 入選時間               |
| ---------------------- | ---------------------- | ---------------------- | ---------------------- | ---------------------- |
| 34                     | 克里夫·哈根            | 鋒衛搖擺人             | 1967–1969              | 1978                   |
| 44                     | 乔治·葛文              | 鋒衛搖擺人             | 1974–1985              | 1996                   |
| 2                      | 摩西·马龙              | 中前鋒                 | 1994–1995              | 2001                   |
| 21                     | 多明尼克·威金斯        | 小前鋒                 | 1996–1997              | 2006                   |
| 21                     | 提姆·鄧肯              | 中前鋒                 | 1997–2016              | 2020                   |
| 50                     | 大卫·罗宾森            | 中鋒                   | 1989–2003              | 2009                   |
| 53                     | 艾爾提斯·吉爾莫爾      | 中鋒                   | 1982–1987              | 2011                   |
| 10                     | 丹尼斯·羅德曼          | 小前鋒                 | 1993–1995              | 2011                   |
| 10                     | 路易·丹皮爾            | 控球後衛               | 1976–1979              | 2015                   |
| 10                     | 莫里斯·奇克斯          | 控球後衛               | 1989–1990              | 2018                   |
| 1                      | 崔西·麥葛瑞迪          | 鋒衛搖擺人             | 2013                   | 2017                   |
| 20                     | 馬努·吉諾比利          | 得分後衛               | 2002–2018              | 2023                   |
| 16                     | 保羅·蓋索              | 大前鋒/中鋒            | 2016–2019              | 2023                   |
| 9                      | 東尼·帕克              | 後衛                   | 2001–2018              | 2023                   |
| 以教練身分入選         |                        |                        |                        |                        |
| 號碼                   | 教練                   | 位置                   | 效力年份               | 入選時間               |
| —                      | 賴瑞·布朗              | 總教練                 | 1988–1992              | 2002                   |
| —                      | 傑瑞·塔爾卡尼揚        | 總教練                 | 1992                   | 2013                   |
| 22                     | 喬治·卡爾              | 助理教練               | 1978–1980              | 2022                   |
| –                      | 格雷格·波波維奇        | 助理教練/總教練        | 1988–1992 1996–今      | 2023                   |

## 退休球衣號碼
| 圣安东尼奥马刺 退役球衣号码球员 |               |             |                            |
| 背號                            | 球员          | 位置        | 時間                       |
| 00                              | 強尼·摩尔     | 後衛        | 1980–88, 1989–90           |
| 6                               | 艾爾弗里·強森 | 後衛        | 1991, 1992–1993, 1994–2001 |
| 9                               | 東尼·帕克     | 後衛        | 2001–2018                  |
| 12                              | 布鲁斯·包溫   | 前锋        | 2001–09                    |
| 13                              | 詹姆斯·希拉斯 | 後衛        | 1972–81                    |
| 20                              | 馬努·吉諾比利 | 得分後衛    | 2002–2018                  |
| 21                              | 提姆·鄧肯     | 大前鋒/中鋒 | 1997–2016                  |
| 32                              | 尚恩·艾略利特 | 前锋        | 1989–93, 1994–2001         |
| 44                              | 乔治·葛文     | 後衛        | 1974–85                    |
| 50                              | 大卫·罗宾森   | 中鋒        | 1989–2003                  |

## 個人獎項

### ABA時期
| ABA年度最佳新秀 - 史文·奈特（1974） ABA年度最佳教練 - 汤姆·尼萨尔科（1972） ABA年度第一隊 - 唐尼·費里曼（1972） - 詹姆斯·西拉斯（1976） ABA全明星賽最有價值球員 - 約翰·畢斯利（1969） | ABA年度最佳總管 - 傑克·安克森（1974） ABA年度第二隊 - 約翰·畢斯利（1968、1969） - 辛西·鮑威爾（1968） - 唐尼·費里曼（1971） - 史文·奈特（1974、1975） - 乔治·葛文（1975、1976） - 詹姆斯·西拉斯（1975） | ABA最佳新秀陣容 - 朗·布恩（1969） - 喬·漢彌爾頓（1971） - 詹姆斯·西拉斯（1973） - 史文·奈特（1974） - 馬克·奧爾貝丁（1976） |

### NBA時期
| NBA最有價值球員 - 大衛·羅賓森（1995） - 提姆·鄧肯（2002、2003） NBA總決賽最有價值球員 - 提姆·鄧肯（1999、2003、2005） - 東尼·帕克（2007） - 科懷·雷納德（2014） NBA年度最佳新秀 - 大衛·羅賓森（1990） - 提姆·鄧肯（1998） NBA最佳防守球員 - 艾爾文·罗伯森（1986） - 大衛·羅賓森（1992） - 科懷·雷納德（2015、2016） NBA年度最佳第六人 - 馬努·吉諾比利（2008） NBA最佳進步球員 - 艾爾文·罗伯森（1986） NBA年度最佳教練 - 格雷格·波波維奇（2003、2012、2014） NBA年度最佳總管 - 安傑洛·德羅索斯（1978） - 鮑勃·巴斯（1990） - R·C·布福德（2014、2016） NBA最佳運動精神獎 - 艾爾弗里·強森（1998） - 大衛·羅賓森（2001） - 史蒂夫·史密斯（2002） 詹姆斯·沃尔特·肯尼迪公民奖 - 大衛·羅賓森（2003） NBA年度最佳隊友獎 - 提姆·鄧肯（2015） | NBA得分王 - 乔治·葛文（1979、1980、1982） - 大衛·羅賓森（1994） NBA籃板王 - 大衛·羅賓森（1991） - 丹尼斯·羅德曼（1994、1995） NBA助攻王 - 強尼·摩尔（1982） NBA阻攻王 - 喬治·強森（1981、1982） - 大衛·羅賓森（1992） NBA抄截王 - 艾爾文·罗伯森（1986、1987） - 科懷·雷納德（2015） NBA年度第一隊 - 乔治·葛文（1978－1982） - 大衛·羅賓森（1991、1992、1995、1996） - 提姆·鄧肯（1998－2005、2007、2013） - 科懷·雷納德（2016、2017） NBA年度第二隊 - 乔治·葛文（1977、1983） - 艾爾文·罗伯森（1986） - 大衛·羅賓森（1994、1998） - 提姆·鄧肯（2006、2008、2009） - 拉馬庫斯·艾德里奇（2018） - 東尼·帕克（2012－2014） NBA年度第三隊 - 大衛·羅賓森（1990、1993、2000、2001） - 丹尼斯·羅德曼（1995） - 提姆·鄧肯（2010、2015） - 馬努·吉諾比利（2008、2011） - 東尼·帕克（2009） - 拉馬庫斯·艾德里奇（2016） | NBA最佳防守陣容第一隊 - 艾爾文·罗伯森（1987） - 大衛·羅賓森（1991、1992、1995、1996） - 丹尼斯·羅德曼（1995） - 提姆·鄧肯（1999－2003、2005、2007、2008） - 布魯斯·包溫（2004－2008） - 科懷·雷納德（2015－2017） NBA最佳防守陣容第二隊 - 艾爾文·罗伯森（1986、1988、1989） - 大衛·羅賓森（1990、1993、1994、1998） - 丹尼斯·羅德曼（1994） - 提姆·鄧肯（1998、2004、2006、2009、2010、2013、2015） - 布魯斯·包溫（2002、2003） - 科懷·雷納德（2014） - 丹尼·格林（2017） - 德瓊泰·莫瑞（2018） NBA最佳新秀陣容第一隊 - 格雷格·安德森（1988） - 威利·安德森（1989） - 大衛·羅賓森（1990） - 提姆·鄧肯（1998） - 東尼·帕克（2002） - 蓋瑞·尼爾（2011） - 科懷·雷納德（2012） NBA最佳新秀陣容第二隊 - 尚恩·艾略利特（1990） - 馬努·吉諾比利（2003） - 德胡安·布萊爾（2010） IBM獎 - 大衛·羅賓森（1990、1991、1994－1996） - 提姆·鄧肯（2002） |

### NBA全明星週末
| NBA全明星陣容 - 約翰·畢斯利（1968–1970） - 克里夫·哈根（1968） - 葛倫·庫姆斯（1970） - 辛西·鮑威爾（1970） - 唐尼·費里曼（1971、1972） - 史蒂夫·琼斯（1972） - 瑞奇·琼斯（1973、1974） - 史文·奈特（1974、1975） - 喬治·葛文（1975－1985） - 詹姆士·希拉斯（1975、1976） - 賴瑞·卡農（1976、1978、1979） - 比利·帕茲（1976） - 艾爾提斯·吉爾莫爾（1983、1986） - 艾爾文·罗伯森（1986－1988） | NBA全明星陣容（續） - 大衛·羅賓森（1990－1996、1998、2000、2001） - 尚恩·艾略特（1993、1996） - 提姆·鄧肯（1998、2000－2011、2013、2015） - 馬努·吉諾比利（2005、2011） - 東尼·帕克（2006、2007、2009、2012－2014） - 拉马库斯·阿尔德里奇（2016、2018、2019） - 科懷·雷納德（2016、2017） - 德瓊泰·莫瑞（2022） NBA技術挑戰賽冠軍 - 東尼·帕克（2012） NBA新秀挑戰賽最有價值球員 - 德胡安·布萊爾（2010） NBA三分球大賽冠軍 - 馬可·貝里納利（2014） | NBA投篮之星赛冠軍 - 多明尼克·威金斯（2013－2015） - 史蒂夫·柯爾（2006） - 東尼·帕克（2006） - 提姆·鄧肯（2008） - 大衛·羅賓森（2008） NBA全明星賽總教練 - 格雷格·波波維奇（2005、2011、2013、2016） NBA全明星賽最有價值球員 - 喬治·葛文（1980） - 提姆·鄧肯（2000） |

## 歷年戰績
| 賽季           | 聯盟 | 聯盟排名 | 賽區       | 賽區排名 | 勝 | 負 | 勝率 | 季後賽成績                                           | 結果 | 總教練                                      | 獎項 |
| -------------- | ---- | -------- | ---------- | -------- | -- | -- | ---- | ---------------------------------------------------- | --- | ------------------------------------------- | --- |
| 達拉斯矮樹叢   |      |          |            |          |    |    |      |                                                      | |                                             | |
| 1967–68        | ABA  | ...      | 西區       | 第二名   | 46 | 32 | .590 | 第一輪勝出 半决赛出局                                | 達拉斯矮樹叢 3−0 休士頓小牛 紐奧良海盜 4−1 達拉斯矮樹叢                                                                           | 克里夫·哈根                                 | |
| 1968–69        | ABA  | ...      | 西區       | 第四名   | 41 | 37 | .526 | 第一輪出局                                           | 紐奧良海盜 4−3 達拉斯矮樹叢 | 克里夫·哈根                                 | 約翰·畢斯利（全明星賽最有價值球員）                                                                           |
| 1969–70        | ABA  | ...      | 西區       | 第二名   | 45 | 39 | .536 | 第一輪出局                                           | 猶他之星 4−2 達拉斯矮樹叢 | 克里夫·哈根                                 | |
| 德克薩斯矮樹叢 |      |          |            |          |    |    |      |                                                      | |                                             | |
| 1970–71        | ABA  | ...      | 西區       | 第四名   | 30 | 54 | .357 | 第一輪出局                                           | 猶他之星 4−0 德克薩斯矮樹叢 | 比爾·布萊克利                               | |
| 達拉斯矮樹叢   |      |          |            |          |    |    |      |                                                      | |                                             | |
| 1971–72        | ABA  | ...      | 西區       | 第三名   | 42 | 42 | .500 | 第一輪出局                                           | 猶他之星 4−0 達拉斯矮樹叢 | 汤姆·尼萨尔科                               | 汤姆·尼萨尔科（年度最佳教練）                                                                                 |
| 1972–73        | ABA  | ...      | 西區       | 第五名   | 28 | 56 | .333 | 未晉級季後賽                                         | | 巴比·麥卡錫                                 | |
| 聖安東尼奧馬刺 |      |          |            |          |    |    |      |                                                      | |                                             | |
| 1973–74        | ABA  | ...      | 西區       | 第三名   | 45 | 39 | .536 | 第一輪出局                                           | 印第安納溜馬 4−3 圣安东尼奥马刺                                                                                                   | 汤姆·尼萨尔科                               | 史文·奈特（年度最佳新秀） 傑克·安克森（年度最佳總管）                                                         |
| 1974–75        | ABA  | ...      | 西區       | 第二名   | 51 | 33 | .607 | 第一輪出局                                           | 印第安納溜馬 4−2 圣安东尼奥马刺                                                                                                   | 鮑勃·巴斯                                   | |
| 1975–76        | ABA  | ...      | 西區       | 第三名   | 50 | 34 | .595 | 聯盟半決賽出局                                       | 紐約籃網 4−3 圣安东尼奥马刺 | 鮑勃·巴斯                                   | |
| 1976–77        | NBA  | 第五名   | 東區中央組 | 第三名   | 44 | 38 | .537 | 第一輪出局                                           | 波士頓塞爾提克 2−0 圣安东尼奥马刺                                                                                                 | 道格·莫                                     | |
| 1977–78        | NBA  | 第二名   | 東區中央組 | 第一名   | 52 | 30 | .634 | 联盟半决赛出局                                       | 華盛頓子彈 4−2 圣安东尼奥马刺 | 道格·莫                                     | 安傑洛·德羅索斯（年度最佳總管）                                                                               |
| 1978–79        | NBA  | 第二名   | 東區中央組 | 第一名   | 48 | 34 | .585 | 联盟半决赛胜出 联盟决赛出局                          | 圣安东尼奥马刺 4−3 費城七六人 華盛頓子彈 4−3 圣安东尼奥马刺                                                                       | 道格·莫                                     | |
| 1979–80        | NBA  | 第五名   | 東區中央組 | 第三名   | 41 | 41 | .500 | 第一輪出局                                           | 休士頓火箭 2−1 圣安东尼奥马刺 | 道格·莫 鮑勃·巴斯                           | 乔治·葛文（全明星賽最有價值球員）                                                                             |
| 1980–81        | NBA  | 第二名   | 西岸中西組 | 第一名   | 52 | 30 | .634 | 联盟半决赛出局                                       | 休士頓火箭 4−3 圣安东尼奥马刺 | 史丹·艾爾貝克                               | |
| 1981–82        | NBA  | 第二名   | 西岸中西組 | 第一名   | 48 | 34 | .585 | 联盟半决赛胜出 联盟决赛出局                          | 圣安东尼奥马刺 4−1 西雅圖超音速 洛杉磯湖人 4−0 圣安东尼奥马刺                                                                     | 史丹·艾爾貝克                               | |
| 1982–83        | NBA  | 第二名   | 西岸中西組 | 第一名   | 53 | 29 | .646 | 联盟半决赛胜出 联盟决赛出局                          | 圣安东尼奥马刺 4−1 丹佛金塊 洛杉磯湖人 4−2 圣安东尼奥马刺                                                                         | 史丹·艾爾貝克                               | |
| 1983–84        | NBA  | 第十名   | 西岸中西組 | 第五名   | 37 | 45 | .451 | 未晉級季後賽                                         | | 莫里斯·麥克霍恩 鮑勃·巴斯                   | |
| 1984–85        | NBA  | 第七名   | 西岸中西組 | 第五名   | 41 | 41 | .500 | 第一輪出局                                           | 丹佛金塊 3−2 圣安东尼奥马刺 | 科頓·菲茨西蒙斯                             | |
| 1985–86        | NBA  | 第八名   | 西岸中西組 | 第六名   | 35 | 47 | .427 | 第一輪出局                                           | 洛杉磯湖人 3−0 圣安东尼奥马刺 | 科頓·菲茨西蒙斯                             | 艾爾文·罗伯森 （最佳防守球員、最佳進步球員）                                                                  |
| 1986–87        | NBA  | 第十一名 | 西岸中西組 | 第六名   | 28 | 54 | .341 | 未晉級季後賽                                         | | 鮑勃·魏斯                                   | |
| 1987–88        | NBA  | 第八名   | 西岸中西組 | 第五名   | 31 | 51 | .378 | 第一輪出局                                           | 洛杉磯湖人 3−0 圣安东尼奥马刺 | 鮑勃·魏斯                                   | |
| 1988–89        | NBA  | 第十二名 | 西岸中西組 | 第五名   | 21 | 61 | .256 | 未晉級季後賽                                         | | 拉里·布朗                                   | |
| 1989–90        | NBA  | 第二名   | 西岸中西組 | 第一名   | 56 | 26 | .683 | 第一輪勝出 联盟半决赛出局                            | 圣安东尼奥马刺 3−0 丹佛掘金 波特蘭开拓者 4−3 圣安东尼奥马刺                                                                       | 拉里·布朗                                   | 大衛·羅賓森（年度最佳新秀、IBM獎） 鮑勃·巴斯（年度最佳總管）                                                  |
| 1990–91        | NBA  | 第二名   | 西岸中西組 | 第一名   | 55 | 27 | .671 | 第一輪出局                                           | 金州勇士 3−1 圣安东尼奥马刺 | 拉里·布朗                                   | 大衛·羅賓森（IBM獎）                                                                                          |
| 1991–92        | NBA  | 第五名   | 西岸中西組 | 第二名   | 47 | 35 | .573 | 第一輪出局                                           | 鳳凰城太陽 3−0 圣安东尼奥马刺 | 拉里·布朗 鮑勃·巴斯                         | 大衛·羅賓森（最佳防守球員）                                                                                   |
| 1992–93        | NBA  | 第五名   | 西岸中西組 | 第二名   | 49 | 33 | .598 | 第一輪勝出 联盟半决赛出局                            | 圣安东尼奥马刺 3−1 波特蘭开拓者 鳳凰城太陽 4−2 圣安东尼奥马刺                                                                     | 傑瑞·塔爾卡尼揚 雷克斯·休斯 约翰·卢卡斯二世 | |
| 1993–94        | NBA  | 第四名   | 西岸中西組 | 第二名   | 55 | 27 | .671 | 第一輪出局                                           | 圣安东尼奥马刺 1−3 猶他爵士 | 约翰·卢卡斯二世                             | 大衛·羅賓森（IBM獎）                                                                                          |
| 1994–95        | NBA  | 第一名   | 西岸中西組 | 第一名   | 62 | 20 | .756 | 第一輪勝出 联盟半决赛胜出 联盟决赛出局               | 圣安东尼奥马刺 3 丹佛掘金 0 圣安东尼奥马刺 4−2 洛杉磯湖人 休士頓火箭 4−2 圣安东尼奥马刺                                           | 鮑勃·希爾                                   | 大衛·羅賓森（年度MVP、IBM獎）                                                                                 |
| 1995–96        | NBA  | 第二名   | 西岸中西組 | 第一名   | 59 | 23 | .720 | 第一輪勝出 联盟半决赛出局                            | 圣安东尼奥马刺 3−1 鳳凰城太陽 猶他爵士 4−2 圣安东尼奥马刺                                                                         | 鮑勃·希爾                                   | 大衛·羅賓森（IBM獎）                                                                                          |
| 1996–97        | NBA  | 第十三名 | 西岸中西組 | 第六名   | 20 | 62 | .244 | 未晉級季後賽                                         | | 格雷格·波波維奇                             | |
| 1997–98        | NBA  | 第五名   | 西岸中西組 | 第二名   | 56 | 26 | .683 | 第一輪勝出 联盟半决赛出局                            | 圣安东尼奥马刺 3−1 鳳凰城太陽 猶他爵士 4−1 圣安东尼奥马刺                                                                         | 格雷格·波波維奇                             | 提姆·鄧肯（年度最佳新秀） 艾爾弗里·強森（最佳運動精神獎）                                                     |
| 1998–99†       | NBA  | 第一名   | 西岸中西組 | 第一名   | 37 | 13 | .740 | 第一輪勝出 联盟半决赛胜出 联盟决赛胜出 NBA总决赛胜出 | 圣安东尼奥马刺 3−1 明尼蘇达森林狼 圣安东尼奥马刺 4−0 洛杉磯湖人 圣安东尼奥马刺 4−0 波特蘭开拓者 圣安东尼奥马刺 4−1 纽约尼克       | 格雷格·波波維奇                             | 提姆·鄧肯（總決賽最有價值球員）                                                                               |
| 1999–00        | NBA  | 第四名   | 西岸中西組 | 第二名   | 53 | 29 | .646 | 第一輪出局                                           | 圣安东尼奥马刺 1−3 鳳凰城太陽 | 格雷格·波波維奇                             | 提姆·鄧肯（全明星賽最有價值球員）                                                                             |
| 2000–01        | NBA  | 第一名   | 西岸中西組 | 第一名   | 58 | 24 | .707 | 第一輪勝出 联盟半决赛胜出 联盟决赛出局               | 圣安东尼奥马刺 3−1 明尼蘇達森林狼 圣安东尼奥马刺 4−1 達拉斯獨行俠 洛杉磯湖人4−0 圣安东尼奥马刺                                    | 格雷格·波波維奇                             | 大衛·羅賓森（最佳運動精神獎）                                                                                 |
| 2001–02        | NBA  | 第二名   | 西岸中西組 | 第一名   | 58 | 24 | .707 | 第一輪勝出 联盟半决赛出局                            | 圣安东尼奥马刺 3−2 西雅圖超音速 洛杉磯湖人 4−1 圣安东尼奥马刺                                                                     | 格雷格·波波維奇                             | 提姆·鄧肯（年度MVP、IBM獎） 史蒂夫·史密斯（最佳運動精神獎）                                                   |
| 2002–03†       | NBA  | 第一名   | 西岸中西組 | 第一名   | 60 | 22 | .732 | 第一輪勝出 联盟半决赛胜出 联盟决赛胜出 NBA总决赛胜出 | 圣安东尼奥马刺 4−2 鳳凰城太陽 圣安东尼奥马刺 4−2 洛杉磯湖人 圣安东尼奥马刺 4−2 達拉斯獨行俠 圣安东尼奥马刺 4−2 紐澤西籃網         | 格雷格·波波維奇                             | 提姆·鄧肯 （年度MVP、總決賽最有價值球員） 大衛·羅賓森（詹姆斯·沃特·甘迺迪獎） 格雷格·波波維奇（年度最佳教練） |
| 2003–04        | NBA  | 第三名   | 西岸中西組 | 第二名   | 57 | 25 | .695 | 第一輪勝出 联盟半决赛出局                            | 圣安东尼奥马刺 4−0 曼菲斯灰熊 洛杉磯湖人 4−2 圣安东尼奥马刺                                                                       | 格雷格·波波維奇                             | |
| 2004–05†       | NBA  | 第二名   | 西岸西南組 | 第一名   | 59 | 23 | .720 | 第一輪勝出 联盟半决赛胜出 联盟决赛胜出 NBA总决赛胜出 | 圣安东尼奥马刺 4−1 丹佛掘金 圣安东尼奥马刺 4−2 西雅圖超音速 圣安东尼奥马刺 4−1 鳳凰城太陽 圣安东尼奥马刺 4−3 底特律活塞           | 格雷格·波波維奇                             | 提姆·鄧肯（總決賽最有價值球員）                                                                               |
| 2005–06        | NBA  | 第一名   | 西岸西南組 | 第一名   | 63 | 19 | .768 | 第一輪勝出 联盟半决赛出局                            | 圣安东尼奥马刺 4−2 萨克拉门托國王 達拉斯獨行俠 4−3 圣安东尼奥马刺                                                                 | 格雷格·波波維奇                             | |
| 2006–07†       | NBA  | 第三名   | 西岸西南組 | 第二名   | 58 | 24 | .707 | 第一輪勝出 联盟半决赛胜出 联盟决赛胜出 NBA總決賽勝出 | 圣安东尼奥马刺 4−1 丹佛掘金 圣安东尼奥马刺 4−2 鳳凰城太陽 圣安东尼奥马刺 4−1 猶他爵士 圣安东尼奥马刺 4−0 克里夫兰骑士             | 格雷格·波波維奇                             | 東尼·帕克（總決賽最有價值球員）                                                                               |
| 2007–08        | NBA  | 第三名   | 西岸西南組 | 第二名   | 56 | 26 | .683 | 第一轮胜出 联盟半决赛胜出 联盟决赛出局               | 圣安东尼奥马刺 4−1 菲尼克斯太阳 圣安东尼奥马刺 4−3 紐奥良黄蜂 洛杉磯湖人 4−1 圣安东尼奥马刺                                       | 格雷格·波波維奇                             | 馬努·吉諾比利（年度最佳第六人）                                                                               |
| 2008–09        | NBA  | 第三名   | 西岸西南組 | 第一名   | 54 | 28 | .659 | 第一轮出局                                           | 達拉斯獨行俠 4−1 圣安东尼奥马刺                                                                                                   | 格雷格·波波維奇                             | |
| 2009–10        | NBA  | 第七名   | 西岸西南組 | 第二名   | 50 | 32 | .610 | 第一轮胜出 联盟半决赛出局                            | 聖安東尼奧馬刺 4−2 達拉斯獨行俠 鳳凰城太陽 4−0 圣安东尼奥马刺                                                                     | 格雷格·波波維奇                             | |
| 2010–11        | NBA  | 第一名   | 西岸西南組 | 第一名   | 61 | 21 | .744 | 第一輪出局                                           | 曼菲斯灰熊 4−2 聖安東尼奧馬刺 | 格雷格·波波維奇                             | |
| 2011–12        | NBA  | 第一名   | 西岸西南組 | 第一名   | 50 | 16 | .758 | 第一輪勝出 联盟半決賽勝出 联盟決賽出局               | 圣安东尼奥马刺 4−0 猶他爵士 圣安东尼奥马刺 4−0 洛杉磯快船 奧克拉荷马城雷霆 4−2 聖安東尼奧馬刺                                     | 格雷格·波波維奇                             | 格雷格·波波維奇（年度最佳教練）                                                                               |
| 2012–13        | NBA  | 第二名   | 西岸西南組 | 第一名   | 58 | 24 | .707 | 第一輪勝出 联盟半決賽勝出 联盟決賽勝出 NBA總決賽落敗 | 圣安东尼奥马刺 4−0 洛杉磯湖人 聖安東尼奧馬刺 4−2 金州勇士 圣安东尼奥马刺 4−0 曼菲斯灰熊 邁阿密熱火 4−3 聖安東尼奧馬刺             | 格雷格·波波維奇                             | |
| 2013–14†       | NBA  | 第一名   | 西岸西南組 | 第一名   | 62 | 20 | .756 | 第一輪勝出 联盟半決賽勝出 联盟決賽勝出 NBA總決賽勝出 | 聖安東尼奧馬刺 4−3 達拉斯獨行俠 聖安東尼奧馬刺 4−1 波特蘭开拓者 聖安東尼奧馬刺 4−2 奧克拉荷马城雷霆 聖安東尼奧馬刺 4−1 邁阿密熱火 | 格雷格·波波維奇                             | 格雷格·波波維奇（年度最佳教練） 科懷·雷納德（總決賽最有價值球員） R·C·布福德（年度最佳總管）                  |
| 2014–15        | NBA  | 第六名   | 西岸西南組 | 第三名   | 55 | 27 | .671 | 第一輪出局                                           | 洛杉磯快船 4−3 聖安東尼奧馬刺 | 格雷格·波波維奇                             | 科懷·雷納德（最佳防守球員）                                                                                   |
| 2015–16        | NBA  | 第二名   | 西岸西南組 | 第一名   | 67 | 15 | .817 | 第一輪勝出 联盟半決賽出局                            | 聖安東尼奧馬刺 4−0 曼菲斯灰熊 奧克拉荷马城雷霆 4−2 聖安東尼奧馬刺                                                                 | 格雷格·波波維奇                             | 科懷·雷納德（最佳防守球員） R·C·布福德（年度最佳總管）                                                        |
| 2016–17        | NBA  | 第二名   | 西岸西南組 | 第一名   | 61 | 21 | .744 | 第一輪勝出 聯盟半決賽勝出 聯盟決賽出局               | 聖安東尼奧馬刺 4−2 曼菲斯灰熊 聖安東尼奧馬刺 4−2 休士頓火箭 金州勇士 4−0 聖安東尼奧馬刺                                           | 格雷格·波波維奇                             | |
| 2017–18        | NBA  | 第七名   | 西岸西南組 | 第二名   | 47 | 35 | .573 | 第一輪出局                                           | 金州勇士 4−1 聖安東尼奧馬刺 | 格雷格·波波維奇                             | |
| 2018–19        | NBA  | 第七名   | 西岸西南組 | 第二名   | 48 | 34 | .585 | 第一輪出局                                           | 丹佛金塊 4−3 聖安東尼奧馬刺 | 格雷格·波波維奇                             | |
| 2019–20        | NBA  | 第十一名 | 西岸西南組 | 第四名   | 32 | 39 | .451 | 未晉級季後賽                                         | | 格雷格·波波維奇                             | |
| 2020–21        | NBA  | 第十名   | 西岸西南組 | 第三名   | 33 | 39 | .458 | 附加賽出局                                           | 孟菲斯灰熊 100-96 聖安東尼奧馬刺                                                                                                  | 格雷格·波波維奇                             | |
| 2021–22        | NBA  | 第十名   | 西岸西南組 | 第四名   | 34 | 48 | .415 | 附加賽出局                                           | 新奧爾良塘鵝 113-103 聖安東尼奧馬刺                                                                                               | 格雷格·波波維奇                             | |
| 2022–23        | NBA  | 第十五名 | 西岸西南組 | 第五名   | 22 | 60 | .268 | 未晉級季後賽                                         | | 格雷格·波波維奇                             | |
| 2023–24        | NBA  | 第十五名 | 西岸西南組 | 第五名   | 22 | 60 | .268 | 未晉級季後賽                                         | | 格雷格·波波維奇                             | 維克托·文班亞馬（年度最佳新秀）                                                                               |
| 2024–25        | NBA  | 第十三名 | 西岸西南組 | 第四名   | 34 | 48 | .415 | 未晉級季後賽                                         | | 格雷格·波波維奇                             | 史蒂芬·卡斯特（年度最佳新秀）                                                                                 |

## 主場場館
達拉斯（德克薩斯）矮樹叢
- 國家公平競技場（英语：Fair Park Coliseum (Dallas)）（1967年–1973年）
- 穆迪體育館（英语：Moody Coliseum）（1967年–1973年）
- 塔蘭特郡體育館（英语：Fort Worth Convention Center）（1970年–1971年）
- 拉巴克市立體育館（英语：Lubbock Municipal Coliseum）（1970年–1971年）

圣安东尼奥马刺队
- 海米斯展览体育馆（英语：HemisFair Arena）（1973年–1993年）
- 阿拉莫穹顶（英语：Alamodome）（1993年–2002年）
- SBC中心（2004年–2006年）
- AT&T中心（昔日稱SBC中心）（2006年–至今）

## 外部連結
- 官方網站 （页面存档备份，存于）（英文）